# Ecnomus atevalus
Ecnomus atevalus är en nattsländeart som beskrevs av Malicky och Chantaramongkol 1993. Ecnomus atevalus ingår i släktet Ecnomus och familjen trattnattsländor. Inga underarter finns listade i Catalogue of Life.